# يوجي ناكاتسو
يوجي ناكاتسو (باليابانية: 中津留 裕二) (21 مايو 1979 في أويتا في اليابان – )؛ هو لاعب كرة قدم سابق كان يلعب كمدافع.